# Отарка
Отарка — село в Мамадышском районе Татарстана. Административный центр Отарского сельского поселения.

## География
Находится в центральной части Татарстана на расстоянии приблизительно 6 км на юг-юго-восток по прямой от районного центра города Мамадыш на правом берегу Вятки.

## История
Известно с 1680 года как деревня Атарка, упоминалось также как Покровское (по церкви, построенной в 1856 году).

## Население
Постоянных жителей было: в 1782 году — 249 душ мужского пола, в 1859—1138, в 1897—1254, в 1908—1490, в 1920—1388, в 1926—1438, в 1938—1373, в 1949—1228, в 1958—772, в 1970—849, в 1979—548, в 1989—460, в 2002 году 398 (русские 89 %), в 2010 году 287.